# Porta di Brandeburgo
La Porta di Brandeburgo (in tedesco Brandenburger Tor) è una porta in stile neoclassico di Berlino. Si trova sul lato occidentale del Pariser Platz, nel quartiere di Mitte al confine con il quartiere del Tiergarten.
È il monumento più famoso di Berlino ed è conosciuto in tutto il mondo come simbolo della città stessa e dell’intera Germania.

## Storia

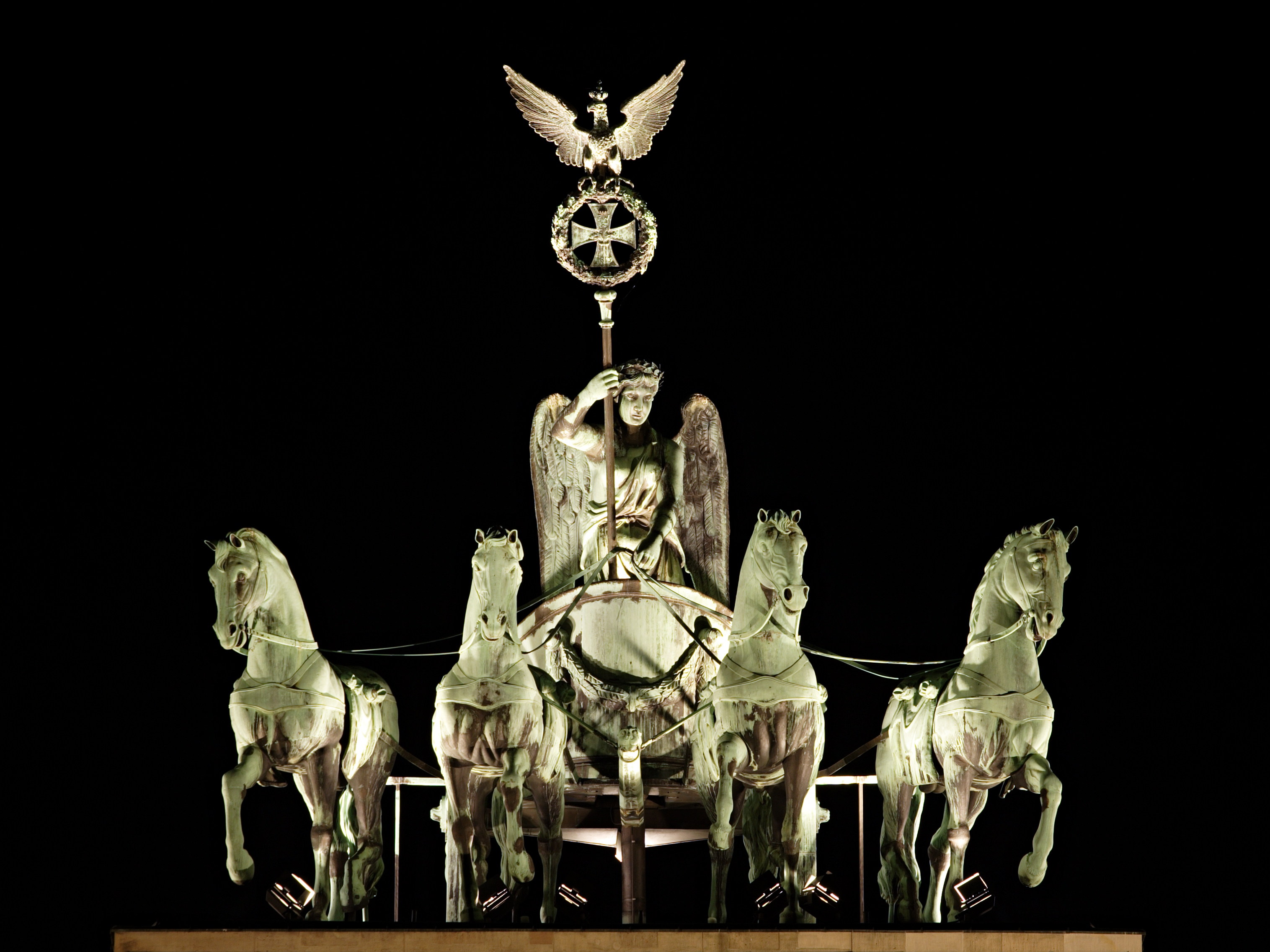
La quadriga, vista notturna

Aperta al traffico il 6 agosto del 1791, la porta venne costruita a partire dal 1788 da Carl Gotthard Langhans, che prese spunto dalla ricostruzione dei Propilei di Atene, pubblicata nel 1758 da Leroy nelle sue "Ruines des plus beaux Monuments de la Grèce". La sua costruzione era stata commissionata dal re Federico Guglielmo II di Prussia in segno di pace. Lo stile utilizzato da Langhans è un dorico-romano riveduto: al piede delle colonne sono infatti presenti delle basi e alla fine del fregio, da un lato e dall'altro del prospetto, compaiono mezze metope, in contrasto con lo stile dorico autentico, che prevedeva colonne senza basi e parti terminali del fregio risolte con semplici triglifi.  Essa costituisce il punto finale occidentale del viale Unter den Linden presso la Pariser Platz.
La porta è alta 26 metri e larga 65. Le colonne doriche in pietra, che a terra hanno un diametro di 1,75 metri, creano 5 varchi di passaggio.
Dopo l'abbattimento delle mura cittadine, Johann Heinrich Strack aggiunse nel 1868 ai lati della costruzione centrale due basse costruzioni.

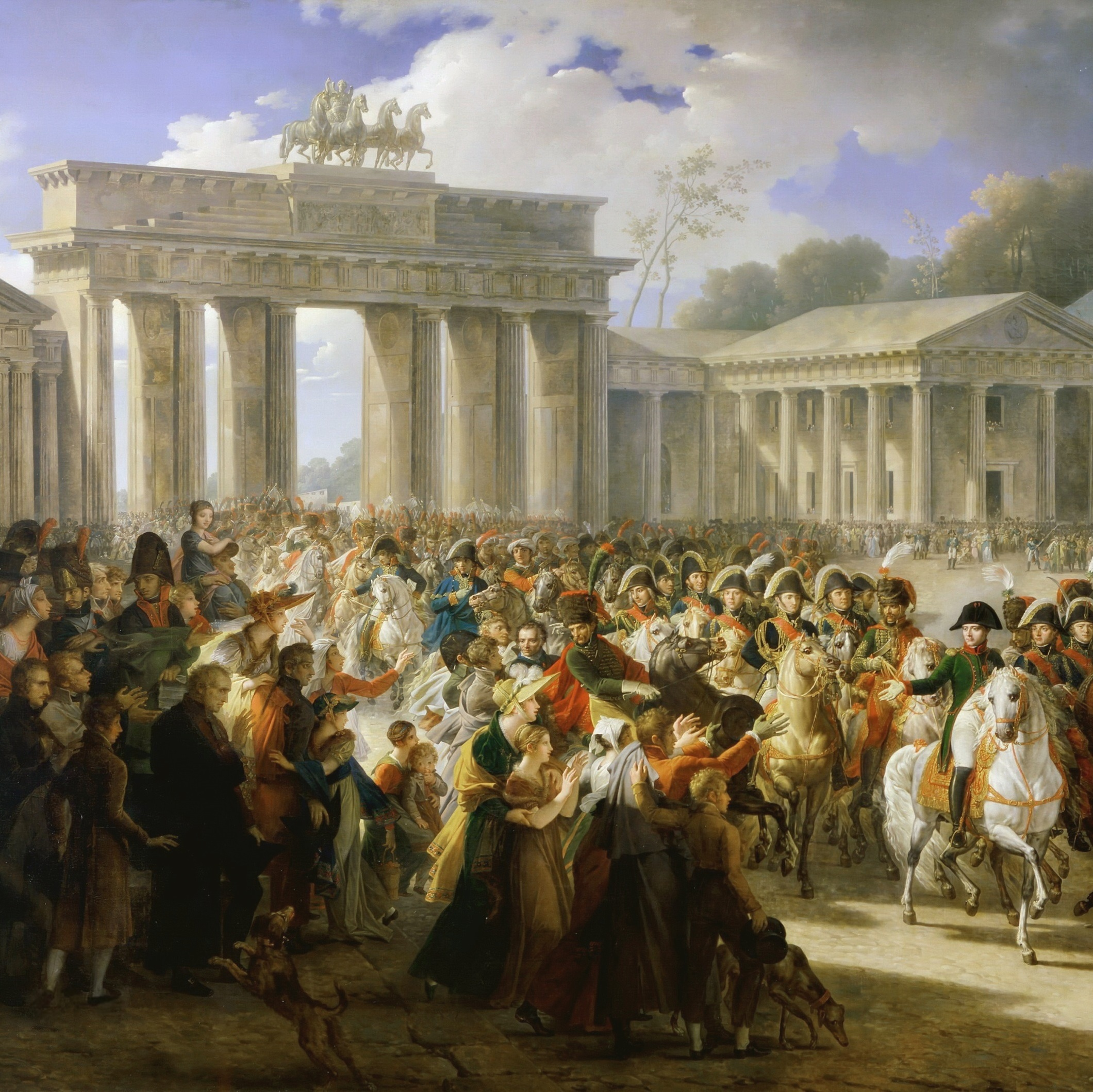
Napoleone che attraversa la Porta di Brandeburgo dopo la battaglia di Jena

La quadriga sulla sua sommità fu creata nel 1794 da Johann Gottfried Schadow. Napoleone I la trasportò nel 1807 a Parigi, come bottino di guerra. Nel 1814 i prussiani la riportarono indietro, e aggiunsero la croce di ferro alla corona che sormonta l'asta in mano alla dea della pace.

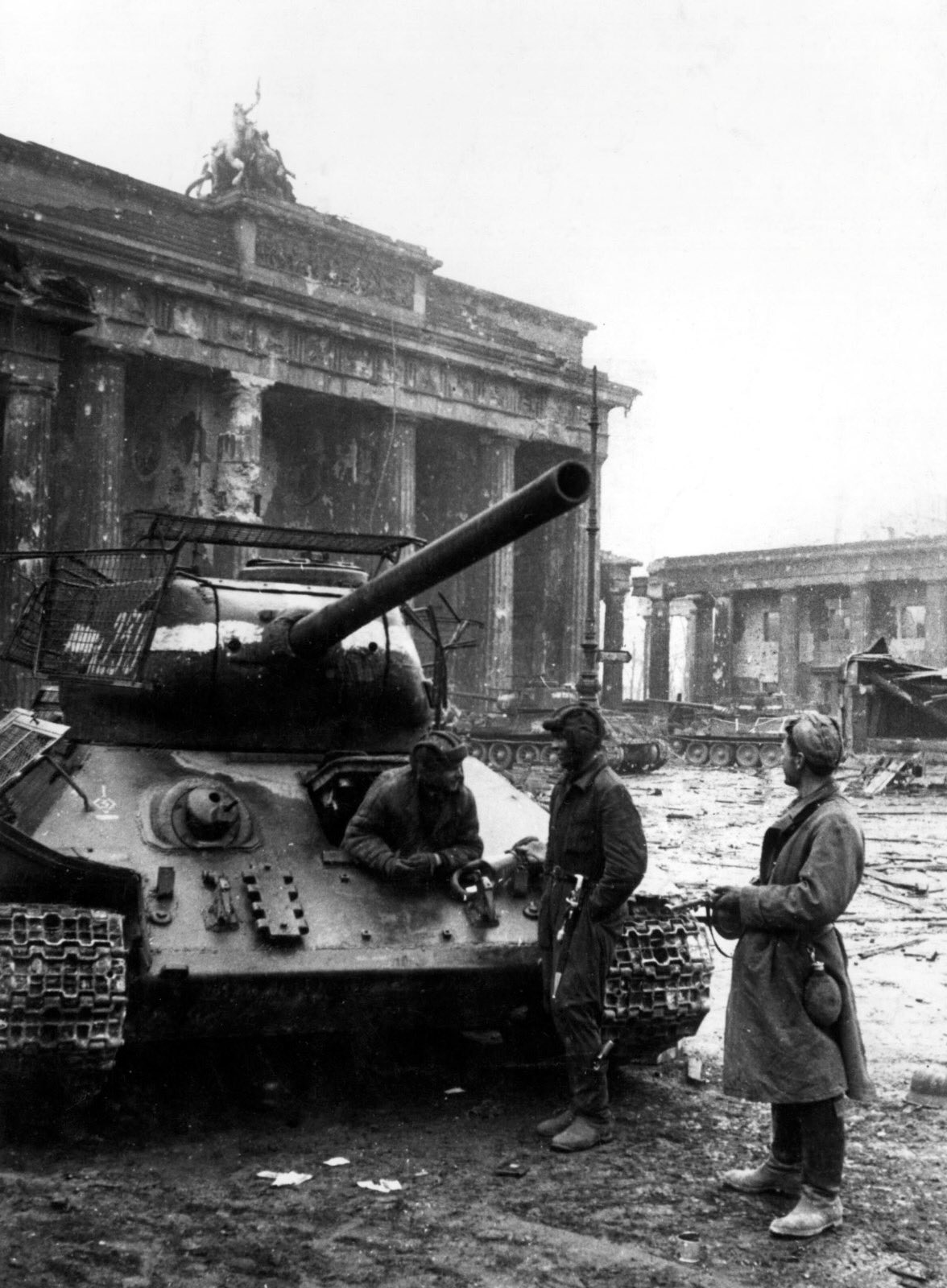
Un T-34/85 protetto da reti metalliche improvvisate, del 11º Corpo carri vicino alla Porta di Brandeburgo al termine della battaglia di Berlino.

Nella battaglia di Berlino divenne l'obiettivo finale delle truppe dell'Armata Rossa che convergevano verso il centro della capitale tedesca; dopo la resa della guarnigione tedesca il 2 maggio 1945, i carri armati sovietici della 2ª Armata carri della Guardia si incontrarono davanti alla porta di Brandeburgo con i mezzi corazzati del 11º Corpo carri e festeggiarono la vittoria sovietica nella battaglia e nella seconda guerra mondiale. 

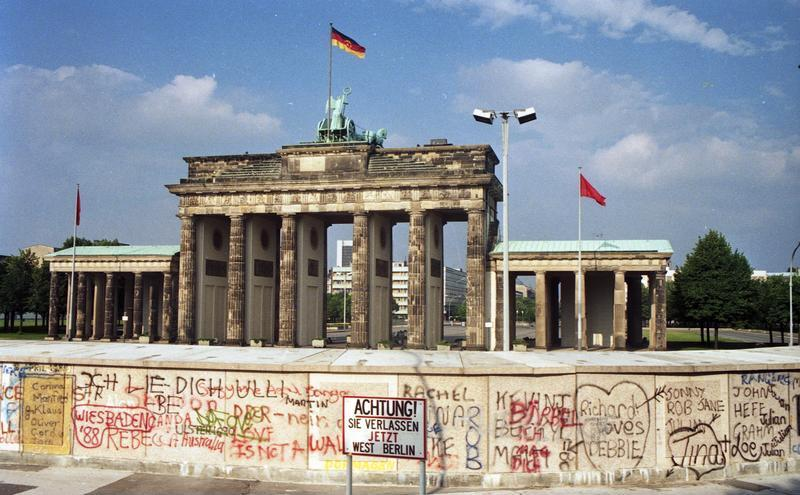
1988: la porta vista da Berlino Ovest, dietro al muro che divideva la città

Durante la Guerra Fredda si trovava a Berlino Est vicino al muro che divise Berlino dal 1961 al 1989. Divenne allora il simbolo della neonata Repubblica Democratica Tedesca.
Vista l'imponenza dell'opera e la larghezza delle 5 entrate, specie quella centrale, le autorità della DDR non esitarono a costruire una sezione di muro, sebbene alta meno di 3 metri, spessa ben 1 metro per scongiurare il passaggio di carri armati nemici in caso di guerra. In tutta Pariser Platz, infatti, non erano necessari I cosiddetti panzersperre o ostacoli anticarro armato; la piazza rimasta chiusa, in quanto divenuta striscia della morte, era costantemente controllata da soldati di frontiera rendendo la fuga di qualsiasi cittadino dell'est un'impresa ostica.
La costruzione e la quadriga vennero seriamente danneggiate durante la seconda guerra mondiale e restaurate tra il 1956 e il 1958.
Gli stampi originali della quadriga si trovavano fortunatamente ancora nel deposito della fonderia Noack a Berlino ovest.
I resti del Muro di Berlino e dei vari sbarramenti nelle vicinanze della porta vennero a mano a mano completamente demoliti.
La notte di Capodanno del 1989 la quadriga venne di nuovo danneggiata, ma già nel 1991 vennero terminati i lavori di restauro.
Attualmente è raffigurata su alcune monete (10, 20 e 50 cent di euro) emesse dalla zecca tedesca.

## Significato politico della porta
Nel 1963, quando il presidente degli Stati Uniti d'America John Fitzgerald Kennedy visitò la porta di Brandeburgo, i sovietici appesero grandi striscioni rossi su di essa per impedirgli di guardare a est. Negli anni ottanta, denunciando l'esistenza di due Stati tedeschi, il sindaco di Berlino Ovest Richard von Weizsäcker disse: «La questione tedesca è aperta fino a quando la porta di Brandeburgo resterà chiusa». Proprio davanti alla porta, inoltre, venne eretto il celebre Muro di Berlino.
Il 12 giugno 1987, il presidente statunitense Ronald Reagan parlò alla popolazione di Berlino Ovest dalla porta di Brandeburgo, chiedendo che il Muro di Berlino fosse abbattuto. Rivolgendosi al segretario generale del PCUS Michail Gorbačëv, Reagan disse: «Segretario generale Gorbačëv, se cerca la pace, se cerca la prosperità per l'Unione Sovietica e per l'Europa Orientale, se cerca la liberalizzazione, venga qui a questa porta. Mr. Gorbačëv, apra questa porta. Mr. Gorbačëv, abbatta questo muro!».